# Strongylocentrotus purpuratus
Strongylocentrotus purpuratus är en sjöborreart som först beskrevs av William Stimpson 1857.  Strongylocentrotus purpuratus ingår i släktet Strongylocentrotus och familjen tistelsjöborrar. Inga underarter finns listade i Catalogue of Life.

## Bildgalleri

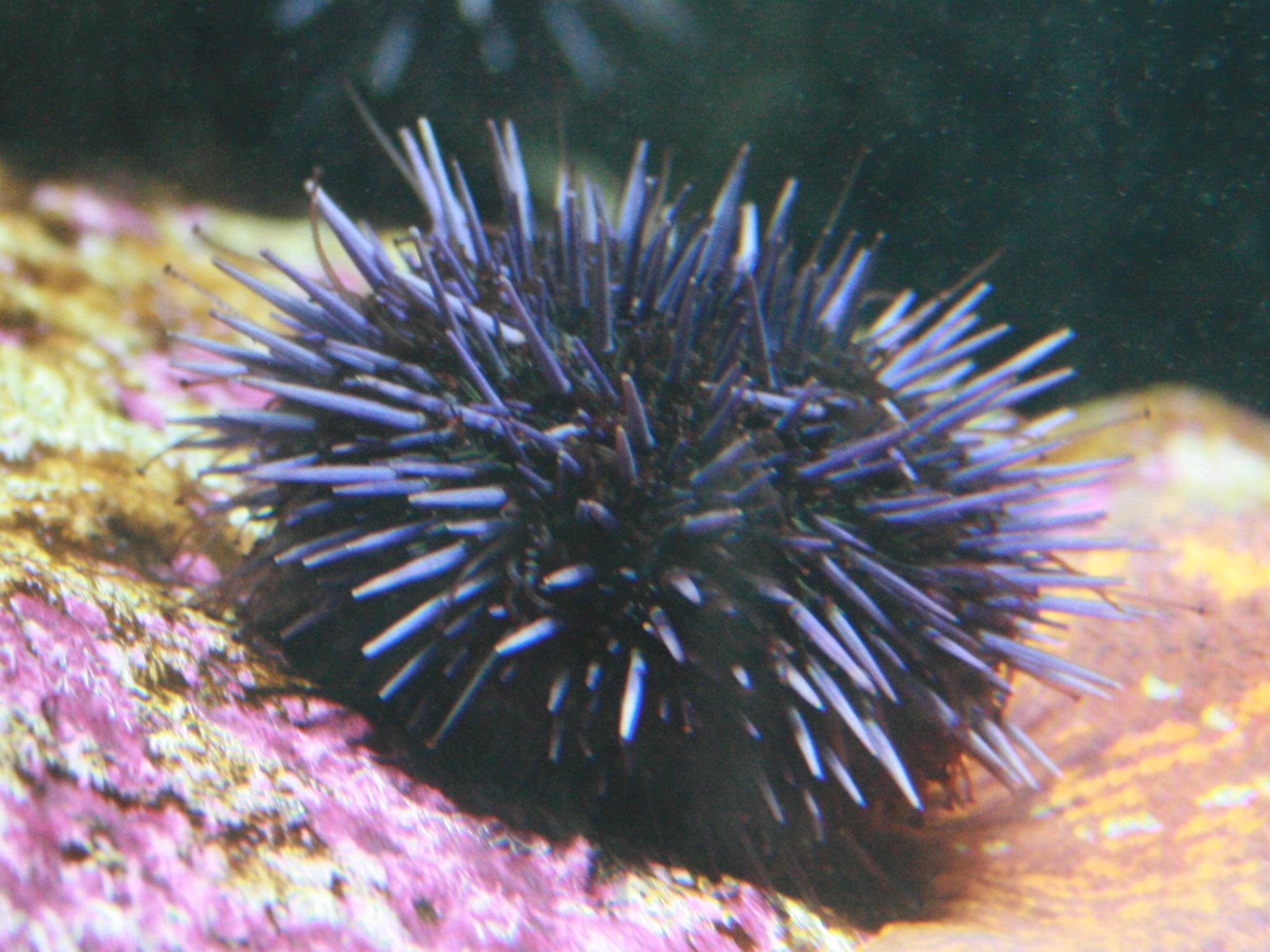
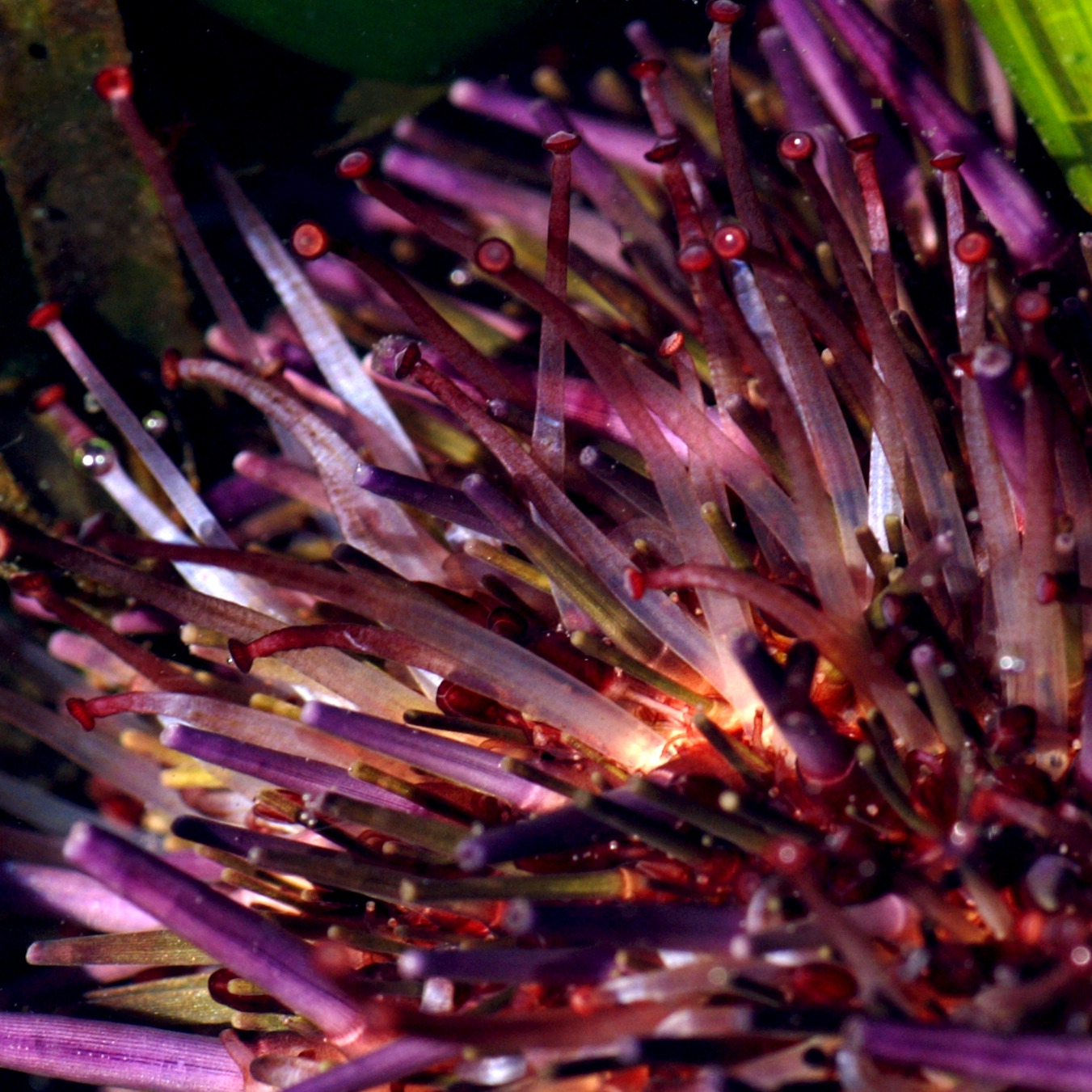